# Fellipe Bastos
Fellipe Ramos Ignez Bastos, mais conhecido como Fellipe Bastos (Rio de Janeiro, 1 de fevereiro de 1990), é um ex-futebolista brasileiro que atuava como volante. Atualmente, é comentarista esportivo do Grupo Globo.

## Carreira

### Categorias de base
Garoto das divisões de base do Botafogo, Fellipe Bastos era tido como uma grande revelação por todos no clube carioca. Suas principais características eram a marcação e o chute forte. Fellipe tinha dificuldades para acertar seu contrato profissional devido a diferenças entre seu pai e o empresario Luis Carlos Quintanilha, e os diretores botafoguenses. Disputou a sua primeira Copa São Paulo de Futebol Júnior em 2007. No mesmo ano, ainda nas categorias de base, Fellipe deixou o Botafogo, indo fazer testes no PSV Eindhoven.

### Benfica
Em janeiro de 2008, Fellipe Bastos assinou contrato por 3 épocas com o Benfica, começando por treinar com o plantel dos juniores para, mais tarde, dar um passo a frente e integrar o plantel principal do clube português. Contudo, por motivos administrativos, o meio-campista foi impedido de jogar tanto pelos juniores como no profissional. Fez a pré-época com o Benfica e poderá fazer parte do plantel para a temporada 2008-09. A março de 2009, o Benfica foi notificado a indenizar o Botafogo pela formação de Fellipe Bastos, já que o mesmo deixou o clube brasileiro sem haver restituição financeira.
No último jogo da Liga Sagres 2008/09, marcou o seu primeiro gol com a camisa do Benfica, com um chute a uma distância superior a 30 metros.
No início da época 2009/2010 foi emprestado ao Belenenses, pelo Benfica, onde permaneceu apenas até Novembro, por não se ter integrado no clube. Mais tarde foi emprestado ao Servette da segunda divisão da Suíça onde não conseguiu se firmar e devolvido antes do prazo ao seu clube de origem.

### Vasco da Gama
Em junho de 2010, durante a Copa do Mundo, foi emprestado ao Vasco da Gama e se destacou na equipe vascaína com seus chutes fortes e gols em cobranças de falta. Venceu a Copa do Brasil de 2011 com o Vasco.
No dia 19 de junho de 2012, o Vasco anunciou a compra definitiva do jogador, junto ao Benfica, com contrato por 5 anos.

### Ponte Preta
No dia 2 de setembro de 2013 o Vasco anunciou o empréstimo do jogador à Ponte Preta. Apesar de ter sido rebaixado à segunda divisão do campeonato brasileiro com o time de Campinas, Fellipe foi um dos destaques do time que chegou a final da Copa Sul Americana de 2013. Marcou um gol na final mas não impediu a derrota no jogo da volta e a perda do título.

### Retorno ao Vasco
Após o empréstimo, Bastos retorna ao Vasco em 2014 dizendo que volta para o clube para disputar títulos. A sua reestreia foi contra o Boavista no empate de 1 a 1 em São Januário. Fez seu primeiro gol na volta à Colina diante a derrota do Flamengo por 2 a 1, no novo Maracanã.

### Grêmio
Em junho de 2014, durante a pausa para a Copa do Mundo foi emprestado ao Grêmio por 1 ano e em troca o Vasco recebeu o atacante Kléber. Renovou mais um ano de empréstimo com o Grêmio e ficaria até o fim de 2015, mas foi vendido pro futebol árabe.

### Al Ain
Em 9 de julho de 2015 foi vendido ao Al Ain, realizou exames médicos, se apresentou e assinou um contrato de 3 anos.

### Baniyas
Na temporada de 2016, defendeu por empréstimo as cores do Baniyas, também dos Emirados Árabes.

### Corinthians
Em 14 de janeiro de 2017, o Corinthians anunciou a contratação do jogador pelo período de duas temporadas. Estreou com a camisa corintiana na Florida Cup, entrando no jogo da final, contra o São Paulo, onde foi responsável por perder um pênalti e que posteriormente culminou na derrota do time alvinegro ao fim das cobranças. Em 01 de fevereiro, o Corinthians realizou um amistoso preparatório contra a Ferroviária para o Campeonato Paulista, Fellipe Bastos jogou o primeiro tempo e foi substituído no segundo tempo pelo meia Camacho, para realizações de testes do técnico Fábio Carille. O Corinthians venceu o jogo com gol de Marquinhos Gabriel, aos 49 minutos do segundo tempo. No dia 04 de fevereiro, o Corinthians realizou seu primeiro jogo oficial no Brasil contra o São Bento, válido pelo Campeonato Paulista 2017, o Timão venceu o jogo por 1-0 numa cobrança de pênalti. O Corinthians venceu o jogo e acumulou seu primeiro três pontos.

### Sport
Em 1 de fevereiro de 2018, o Corinthians emprestou o volante ao Sport.

### Novo Retorno Ao Vasco
No inicio do mês de Janeiro de 2019, o volante acertou sua volta ao Vasco da Gama, por empréstimo de 1 ano. Na partida contra o São Paulo, pela 16ª rodada do Brasileirão, Fellipe marcou o 2º gol da Vitória do Cruzmaltino por 2 a 0. Ao fim da temporada, além de ter terminado seu empréstimo com o Vasco, seu contrato com o Corinthians também chegou ao fim e não foi renovado. No fim do ano, o atleta não chegou a um acordo para ser contratado pelo Vasco, ficando livre para assinar com outra equipe.
Em 03 de fevereiro de 2020, a diretoria do Vasco e o jogador entraram em um denominador comum e chegaram a um acordo para que fosse contratado, tendo seu contrato válido por um ano. Mesmo sem contrato com o Vasco, no início de 2020 ajudou financeiramente e com cestas básicas funcionários que conviviam com problemas devido aos constantes atrasos. O jogador era visto como uma das lideranças daquele elenco.
Em dezembro de 2020, o atleta não acertou sua renovação de contrato com o clube. Ele foi o vice-artilheiro do clube na temporada, ao lado de Ribamar. Posteriormente, em entrevista ao globoesporte, ele contou detalhes de seu desentendimento com o antigo treinador do Cruz-Maltino Ricardo Sá Pinto, também revelou a insatisfação com alguns atletas sem identificação com o clube e que acharam que São Januário era a "Disney".
Nessas duas passagens, tanto a de empréstimo em 2019, quanto a da contratação em 2020, o atleta atuou em 34 jogos, marcando cinco gols e contribuindo com uma assistência.

### Goiás
Em 31 de julho de 2021, foi contratado e assinou com o clube esmeraldino em definitivo até o fim de 2021. Durante a Série B, ajudou o clube a conquistar o acesso. Em 2022, ele não foi titular, mas acabou entrando em diversos jogos.
Em 15 de novembro de 2022, seu contrato foi renovado após cumprir as metas estabelecidas no vínculo anterior.
Em 7 de março de 2023, O Goiás encaminhou rescisão de contrato com o volante. Ele tinha vínculo até o fim de 2023, mas entrou em acordo com a diretoria para antecipar a saída, tendo em vista que não vinha atuando com frequência.  Ao todo, disputou 76 jogos e marcou dois gols com a camisa esmeraldina, além de ter participado da campanha do acesso na Série B em 2021 e ter sido campeão da Copa Verde em 2023.

### Avaí
Em 17 de julho de 2023, foi anunciado como novo reforço do Avaí para a temporada.
Em 26 de novembro de 2023, a diretoria do Avaí anunciou a saída de cinco jogadores, e Bastos foi um deles. Sua saída foi devido a reformulação que o clube desejava ter para 2024. Ao todo, atuou em 17 jogos e marcou um gol.

### Aposentadoria
Em 10 de maio de 2024, anunciou sua aposentadoria através de suas redes sociais. Escreveu em suas redes sociais:
"Deus me concedeu a benção de ter como profissão a maior paixão nacional e o sonho de quase todo menino. Sou grato a todos que fizeram parte dessa trajetória. Família, amigos, staff e todos os clubes por onde passei. Obrigado, futebol, por todas as alegrias, conquistas e experiências que proporcionou a mim e aos meus, até aqui! Que venham os próximos desafios"
Antes de encerrar a carreira, Fellipe Bastos vestiu a camisa do Amazonas. Ele foi anunciado no final de janeiro, disputou cinco partidas e foi campeão do primeiro turno do Campeonato Amazonense.

## Carreira pós-aposentadoria
Após a aposentadoria nos campos, Fellipe Bastos anunciou a estreia como comentarista esportivo do Grupo Globo.

## Seleção Brasileira

### Sub-15 e Sub-17
O jogador começou a ser convocado para Seleção Brasileira na categoria sub-15. Fellipe chegou a ser capitão da Seleção Brasileira sub-17. Também participou pelo Brasil do Sul-americano da categoria, quando foi campeão, com a camisa 5, e dos Jogos Pan-americanos de 2007, no Rio de Janeiro, com a 7 (mesma camisa usada por Garrincha, ídolo botafoguense), quando a Seleção não passou da primeira fase ao ser derrotada por 4 a 2 pelo Equador em pleno Maracanã.

## Estatísticas
Atualizado até 11 de janeiro de 2018.

### Clubes
| Clube       | Temporada | Campeonato nacional | Campeonato nacional | Copa nacional | Copa nacional | Competições continentais¹ | Competições continentais¹ | Outros torneios² | Outros torneios² | Total | Total |
| Clube       | Temporada | Jogos               | Gols                | Jogos         | Gols          | Jogos                     | Gols                      | Jogos            | Gols             | Jogos | Gols  |
| ----------- | --------- | ------------------- | ------------------- | ------------- | ------------- | ------------------------- | ------------------------- | ---------------- | ---------------- | ----- | ----- |
| Corinthians |           |                     |                     |               |               |                           |                           |                  |                  |       |       |
| 2017        | 7         | 0                   | 2                   | 0             | 2             | 0                         | 9                         | 0                | 20               | 0     |       |
| 2018        | 0         | 0                   | 0                   | 0             | 0             | 0                         | 1                         | 0                | 1                | 0     |       |
| Total       | 7         | 0                   | 2                   | 0             | 2             | 0                         | 10                        | 0                | 21               | 0     |       |
| Total       | Total     | 7                   | 0                   | 2             | 0             | 2                         | 0                         | 10               | 0                | 21    | 0     |

¹Estão incluídos jogos e gols da Copa Sul-Americana

²Estão incluídos jogos e gols pelo Campeonato Paulista, Torneios Amistosos e Amistosos

### Campeonatos
| Competição            | Partidas | Gols | Média |
| --------------------- | -------- | ---- | ----- |
| Amistosos¹            | 3        | 0    | 0,00  |
| Campeonato Paulista   | 7        | 0    | 0,00  |
| Campeonato Brasileiro | 7        | 0    | 0,00  |
| Copa do Brasil        | 2        | 0    | 0,00  |
| Copa Sul-Americana    | 2        | 0    | 0,00  |
| TOTAL                 | 21       | 0    | 0,00  |

¹Estão incluídos jogos e gols de amistosos e torneios amistosos

## Títulos
Benfica
- Taça da Liga: 2008-09

Vasco da Gama
- Copa do Brasil: 2011
- Taça Guanabara: 2019

Corinthians
- Campeonato Paulista: 2017
- Campeonato Brasileiro: 2017

Goiás
- Copa Verde: 2023

Seleção Brasileira
- Campeonato Sul-Americano de Futebol Sub-17: 2007